# Claoxylon kingii
Claoxylon kingii là một loài thực vật có hoa trong họ Đại kích. Loài này được Hook.f. ex Ridl. mô tả khoa học đầu tiên năm 1924.